# Думанський Юрій Васильович
Думанський Юрій Васильович — доктор медичних наук, член-кореспондент Академії медичних наук України, ректор Донецького національного медичного університету імені М. Горького, Заслужений діяч науки і техніки України (2007 р .), заступник голови Донецького обласного наукового товариства онкологів, заступник голови проблемної комісії МОЗ і АМН України «Онкологія», член правління товариства онкологів й товариства променевих терапевтів та радіаційних онкологів, заступник голови спеціалізованої ради із захисту докторських дисертацій Донецького національного медичного університету ім. М. Горького, академік Української екологічної академії наук (з 1995 р.), член редколегій 7 фахових журналів, хірург-онколог вищої категорії. Нагороджений орденом «За заслуги» ІІІ ступеня 15 червня 2013 року.
Юрій Думанський — провідний вчений у галузі експериментальної і практичної онкології. Основні напрями наукової діяльності: удосконалення методів діагностики і лікування онкологічних захворювань стравоходу, шлунку, ободової та прямої кишки, розробка нових підходів до оперативних втручань в онкології шлунково-кишкового тракту, підшлункової залози, злоякісних пухлин язика і слизової оболонки ротової порожнини, спрямованих на реконструкцію втрачених функцій, розробка нових ефективних методів комплексного лікування злоякісних пухлин, особливо — ендолімфатичної і внутрішньоартеріальної хіміотерапії; розробка та впровадження найновіших методів медичної реабілітації онкологічних хворих, збереження якості їхнього життя та відновлення працездатності.

## Життєпис
Народився 1 квітня 1953 року в м. Прилуки Чернігівської області в сім'ї військового льотчика. У 1958 році, після демобілізації батька, разом з родиною переїхав до м. Жданов (нині Маріуполь Донецької області), а потім у Донецьк. Після закінчення середньої школи у 1970 році працював санітаром у дорожній лікарні Донецької залізниці. З 1971 по 1977 рік — студент лікувального факультету Донецького державного медичного інституту ім. М. Горького. Паралельно з навчанням в інституті працював фельдшером виїзної спеціалізованої бригади в лікарні швидкої медичної допомоги. Захопився науковою роботою в студентському науковому гуртку на кафедрі топографічної анатомії та оперативної хірургії. За цей час опублікував 16 наукових робіт, оформив 5 раціоналізаторських пропозицій. Вченою радою вузу був рекомендований на наукову роботу.
Після закінчення з відзнакою медичного інституту працював лікарем-інтерном хірургічного відділення міської лікарні № 16 м. Донецька. З 1978 року — ординатор торакального відділення Донецького обласного онкологічного диспансеру. У 1981 році захистив кандидатську дисертацію «Стереометрія легенів при дефекті міжшлуночкової перегородки серця», яка стала логічним завершенням роботи в студентському науковому гуртку. З 1982 року обраний за конкурсом на посаду асистента кафедри онкології, з 1989 року — доцент цієї ж кафедри.
У 1990 році у ВОНЦ АМН СРСР (Москва) захистив докторську дисертацію «Рак шлунка і товстої кишки у хворих похилого та старечого віку». У 1994 році Юрію Думанському присвоєно вчене звання професор на кафедрі онкології. У 2000 році у зв'язку з організацією кафедри онкології, променевих методів діагностики та лікування факультету післядипломного навчання призначений на посаду завідувача.
З 1992 року Юрій Думанський поєднував практичну і наукову діяльність з організаційною роботою на посаді головного онколога Донецької області. У 2002 році очолив факультет післядипломної освіти, з 2005 року — проректор з лікувальної роботи. У 1995 році обраний дійсним членом (академіком) Української екологічної академії наук.
У 2007 році обраний членом-кореспондентом Академії медичних наук України за спеціальністю «променева діагностика, онкологія». З жовтня 2010 року — ректор Донецького національного медичного університету ім. М. Горького. У 2011 році обраний академіком Академії наук вищої освіти України. Юрій Думанський один з кандидатів на посаду директора Національного інституту раку МОЗ України.
Член редакційної колегії науково-практичного журналу «Медична освіта».

## Відзнаки
У 2007 році Указом Президента України присвоєно почесне звання «Заслужений діяч науки і техніки України».

## Доробок
Професор Думанський автор понад 500 наукових праць, серед яких 11 монографій, 12 навчальних посібників та методичних рекомендацій для лікарів і студентів медичних вишів. Має 12 авторських свідоцтв на винаходи і патенти. Підготував 7 докторів і 18 кандидатів медичних наук. В даний час[коли?]під його керівництвом виконуються 4 докторські та 5 кандидатських дисертацій.

### Основні наукові праці
- «Формирование искусственного мочевого пузыря из прямой кишки» (1995)
- «Обрані лекції рентгендіагностики захворювання легень» (2005)
- «Алгоритмы современной онкологии» (2006)
- «Лекції з клінічної онкології» (2006)
- Думанський, Юрій Васильович. Історія медицини України в дзеркалі фалеристики [Текст]: каталог мед. знаків / Ю. В. Думанський, О. В. Синяченко; Нац. акад. мед. наук України, Донец. нац. мед. ун-т ім. М. Горького. — Донецьк: Заславський, 2011. — 319 с.:іл. — Бібліогр.: с. 312-319. — ISBN 978-617-7001-74-3
- Збірник тестових завдань для підготовки до ліцензійного тестового іспиту «Крок 2. Загальна лікарська підготовка»: навч. посіб. для студ. вищ. мед. навч. закл. IV рівня акредитаці / Донец. нац. мед. ун-т ім. М. Горького; за заг. ред. чл.-кор. НАМН України, проф. Ю. В. Думанського; [авт.-уклад.: Ю. В. Думанський та ін.]. — Донецьк: Ноулідж, Донец. від-ня, 2010. — 662 с. — ISBN 978-617-579-106-6
- Збірник тестових завдань для підготовки до ліцензійних тестових іспитів «Крок 1. Фармація» та «Крок 2. Фармація»: навч. посіб. для студ. вищ. фармац. навч. закл. та фармац. ф-тів вищ. мед. навч. закл. IV рівня акредитації / Донец. нац. мед. ун-т ім. М. Горького; за заг. ред. чл.-кор. НАМН України, проф. Ю. В. Думанського ; [авт.-уклад.: Ю. В. Думанський та ін.]. — Донецьк: Ноулідж, Донец. від-ня, 2010. — 169 с. — ISBN 978-617-579-103-5
- Функціональна ендоскопічна ринохірургія / [Ю. В. Думанський та ін.]; за ред. проф. С. К. Боєнка; Донец. нац. мед. ун-т ім. М. Горького, «ДУ Ін-т отоларингології ім. О. С. Коломійченка АМН України». — Донецьк: Норд-Прес, 2010. — 235 с.: кольор. іл., мал., табл. — Бібліогр.: с. 219–234. — ISBN 978-966-380-483-5
- Методологія і технологія визначення універсальних компетенцій випускників медичних та стоматологічних факультетів [Текст]: метод. посіб. для викл. вищ. мед. навч. закл. IV рівня акредитації / [Думанський Ю. В. та ін.]; за ред. чл.-кор. НАМН України, проф. Ю. В. Думанського; Донец. нац. мед. ун-т ім. М. Горького. — Донецьк: Донеччина, 2013. — 112 с.: табл. — Бібліогр.: с. 106–110. — ISBN 978-966-2495-48-5